# Уден, Лукас ван
Лукас ван Уден (нидерл. Lucas van Uden; 18 октября 1595, Антверпен — 4 ноября 1672, Антверпен) — южно-нидерландский (фламандский) рисовальщик, живописец и гравёр. Художник-пейзажист «Золотого века Нидерландов». Жил и работал в Антверпене.

## Биография
Лукас ван Уден родился в семье Артуса ван Удена и Йоанны Траной. Его отец был городским художником Антверпена, должность, которая требовала от него украшать городские здания, а также обновлять и золотить статуи. У Лукаса был брат Якоб, который тоже стал живописцем-пейзажистом. Лукас, вероятно, учился у отца, так как он никогда не был зарегистрирован в Гильдии Святого Луки в качестве ученика, а только в качестве мастера и сына хозяина (wijnmeester) в 1626—1627 годах, когда ему было уже тридцать два года.
Лукас имел внебрачные отношения с Агатой Муссон; в 1620 году она родила ему сына, которого назвали Лукасом. 14 февраля 1627 года Лукас ван Уден женился на Анне ван Вулпут, от которой у него было восемь детей, двое из которых родились до того, как пара поженилась. У Лукаса был ещё один незаконнорожденный ребёнок от Виллемийнтье ван ден Бранде.
Большую часть своей жизни Лукас ван Уден провёл в Антверпене, за исключением краткого периода около 1649 года. Скончался в Антверпене в 1672 году.
Он был учителем Яна Батиста Боннекроя, Филипса Аугустейна Имменраета и Гиллиса Нейтса. Вероятно, он также обучал живописи своих детей. Его дочь Мария ван Уден стала художницей и вышла замуж за художника Шарля Эммануэля Бизе. Его сын Адриан также был живописцем, работал в Антверпене.

## Творчество
Лукас ван Уден был пейзажистом, некоторые из его пейзажей были зимними, например, «Зимний пейзаж с охотниками». Он никогда не работал в мастерской Питера Пауля Рубенса, но многие его произведения обязаны этому ведущему мастеру Антверпена. Его внимание к деталям, особенно в небольших по размеру картинах, и поиск декоративных элементов на больших картинах относят его искусство к традиции, которую представляли Ян Брейгель Старший и Йоос де Момпер.
Его пейзажные картины довольно схематичны, но рисунки, которые, как сообщается, были сделаны непосредственно с натуры, более непосредственны и реалистичны. Лукас ван Уден создал множество офортов. Ван Уден сотрудничал с Давидом Тенирсом Младшим и Яном Брейгелем Младшим, которые писали стаффаж в пейзажах Удена.
Произведения Ван Удена часто ассоциируются с творчеством другого художника-пейзажиста — Яна Вильденса, сотрудничавшего с Рубенсом. Ван Уден копировал некоторые картины Рубенса, например «Пейзаж с радугой» (Музей истории искусств, Вена), повторение этой картины находится в Санкт-Петербургском Эрмитаже. В этом же музее имеется ещё три пейзажа Лукаса ван Удена.

## Галерея

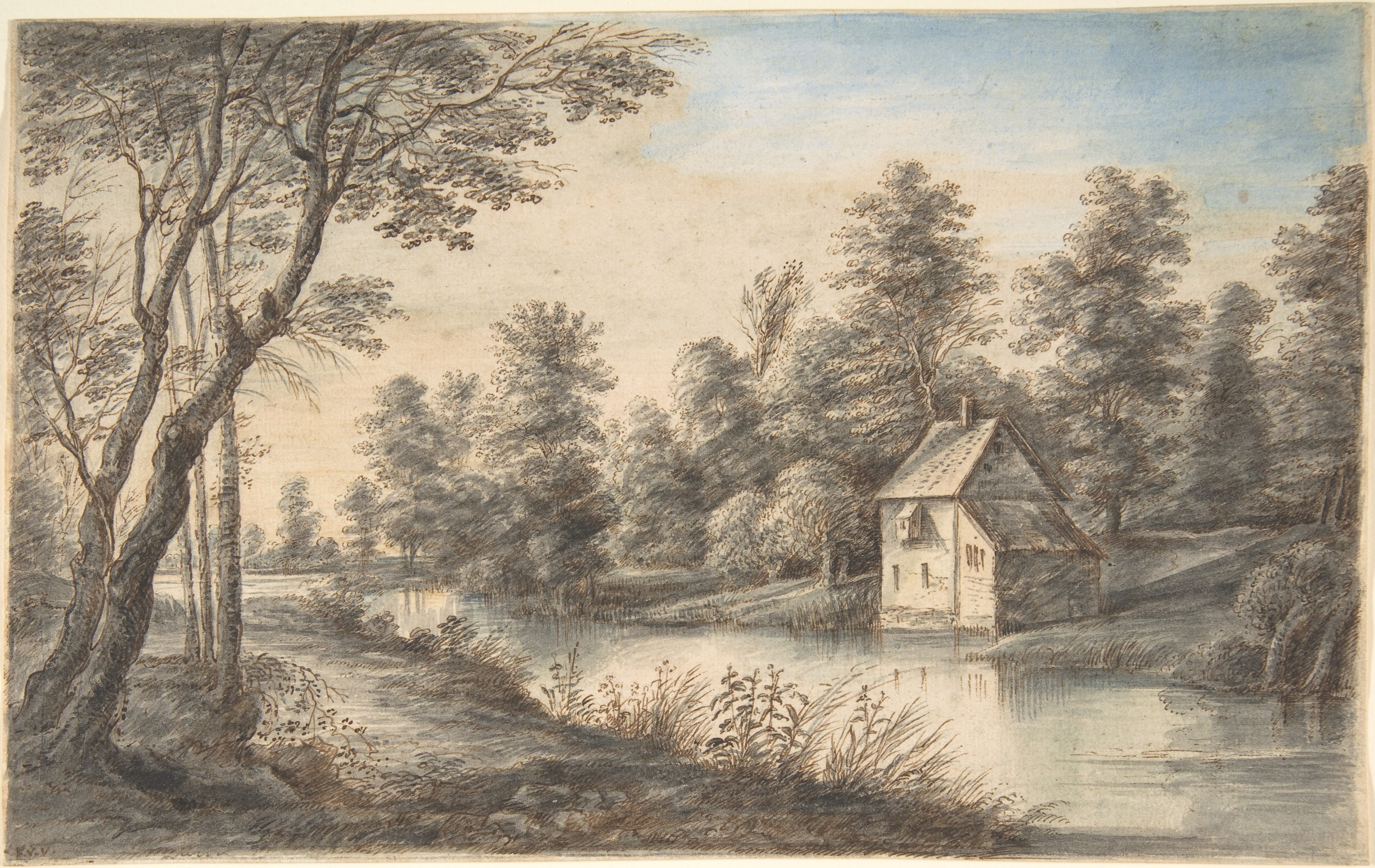
Лесной пейзаж с домом у реки. Бумага, перо, кисть, чёрные и коричневые чернила, акварель. Метрополитен-музей, Нью-Йорк
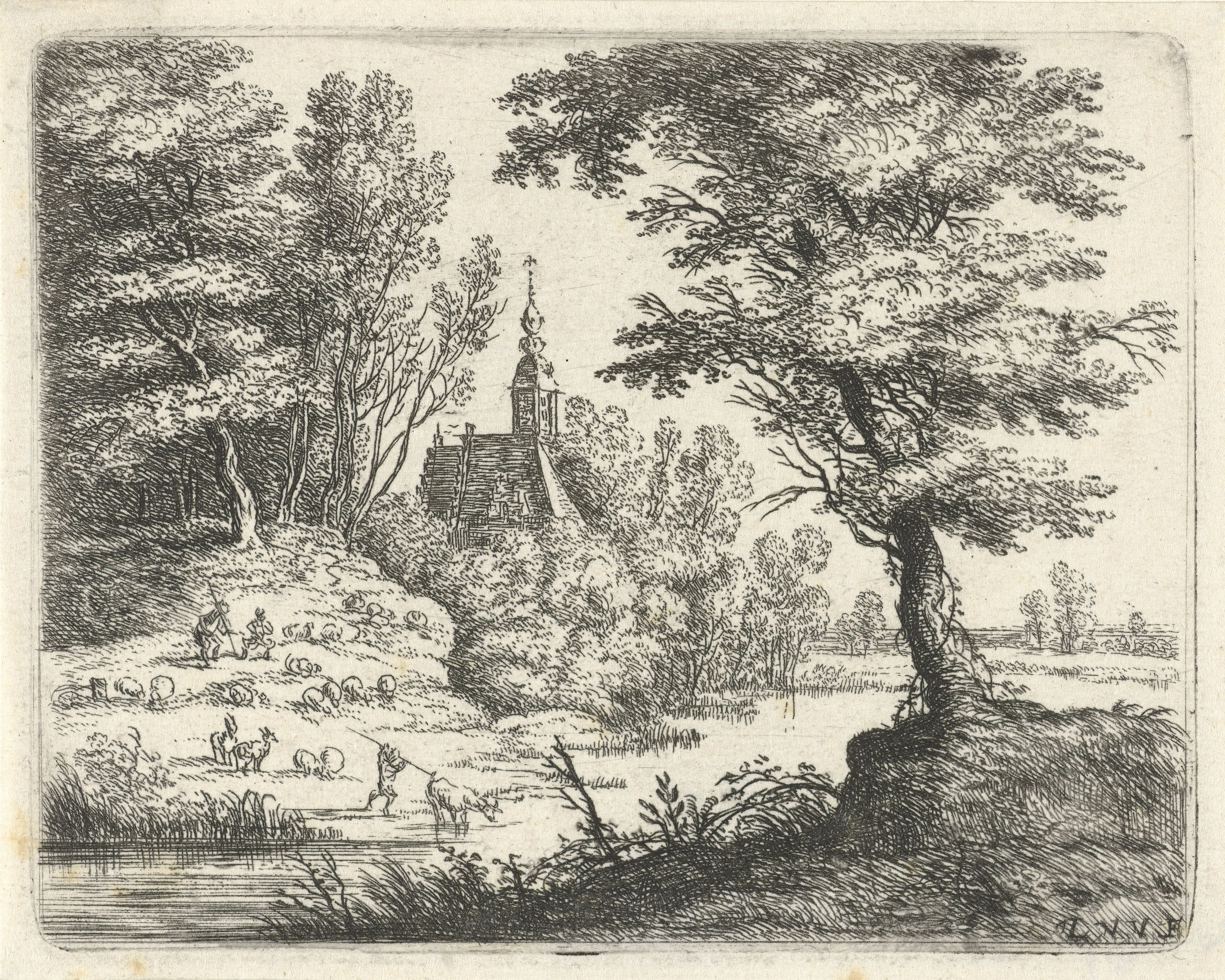
Пейзаж с пастухами и скотом у реки. Между 1605 и 1673. Офорт
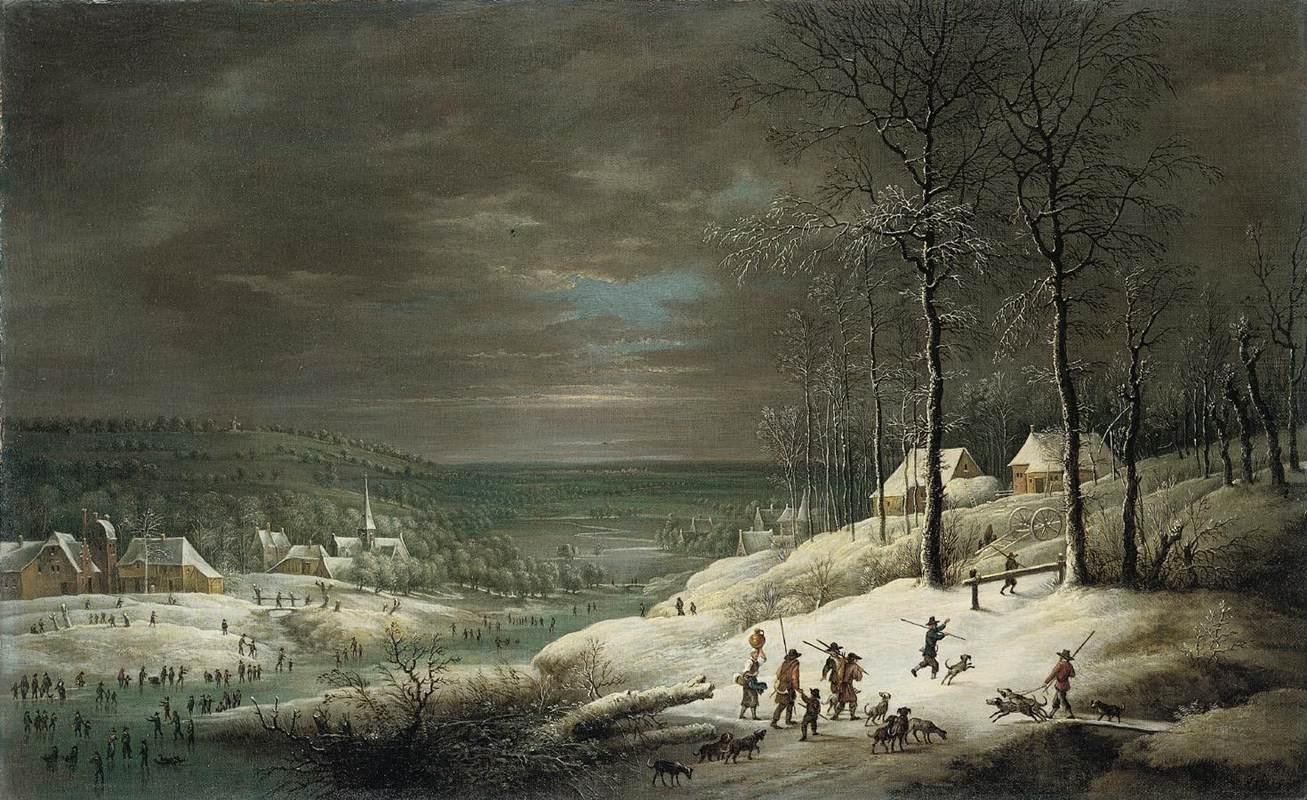
Зимний пейзаж с охотниками. Холст, масло. Частное собрание
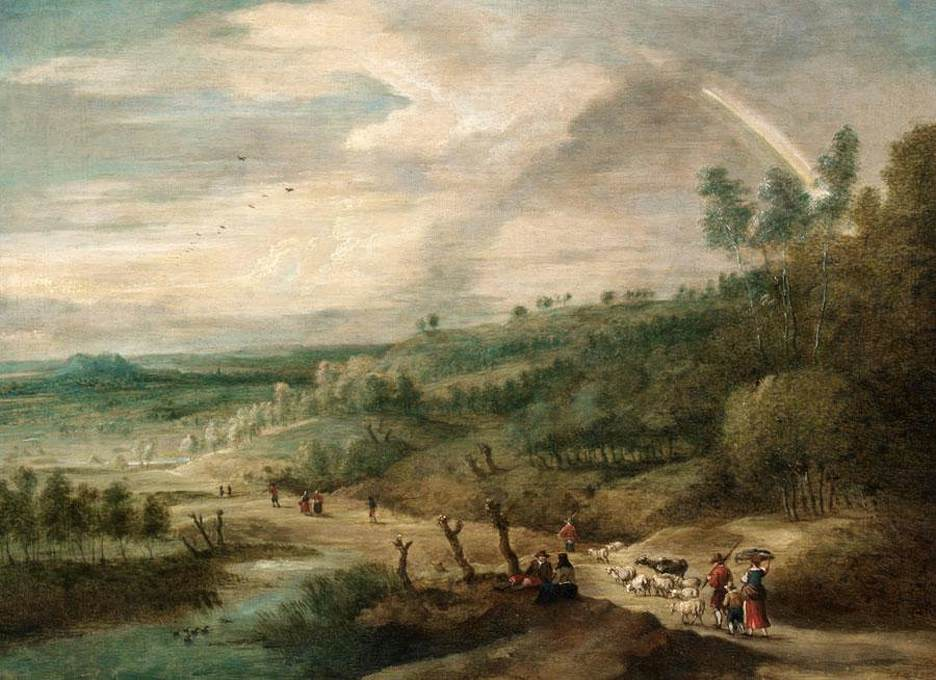
Обширный ландшафт. Дерево, масло. Частное собрание
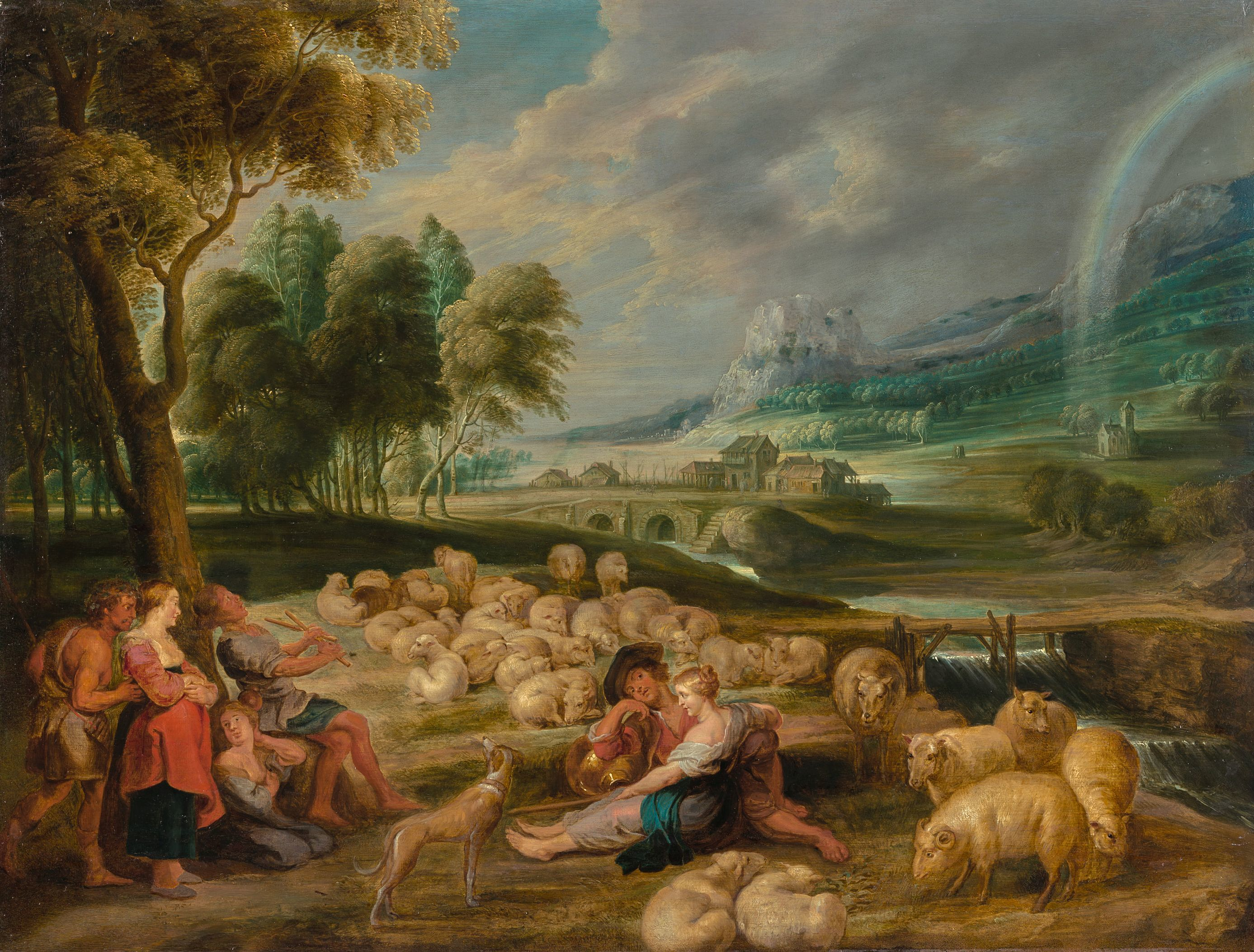
Пейзаж с радугой. Ок. 1635. Дерево, масло. Музей истории искусств, Вена
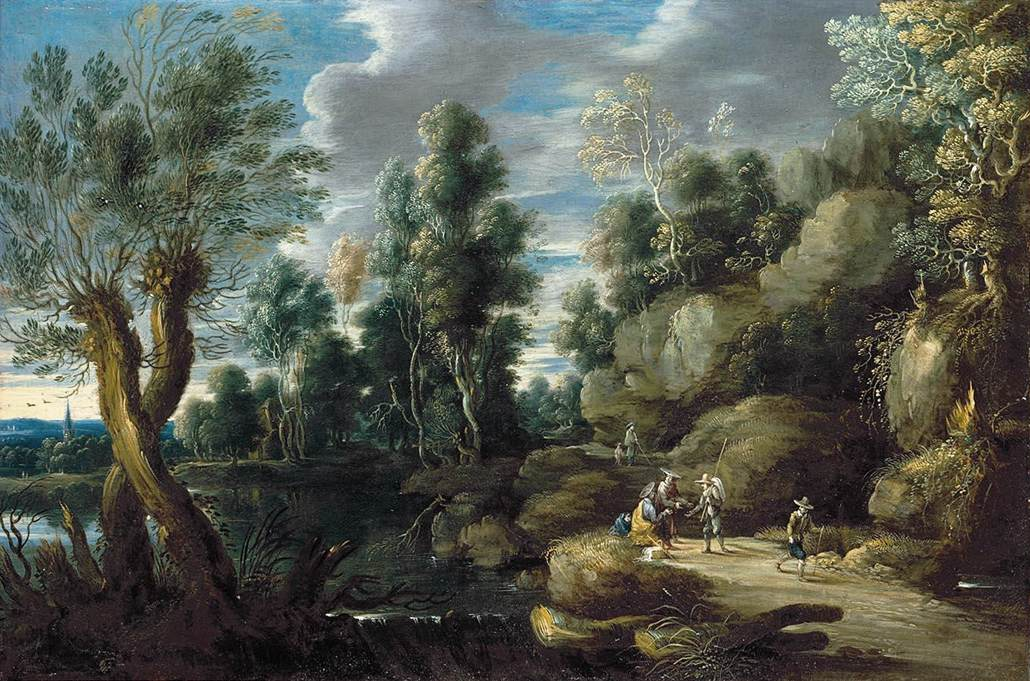
Речной пейзаж. Медь, масло. Частное собрание
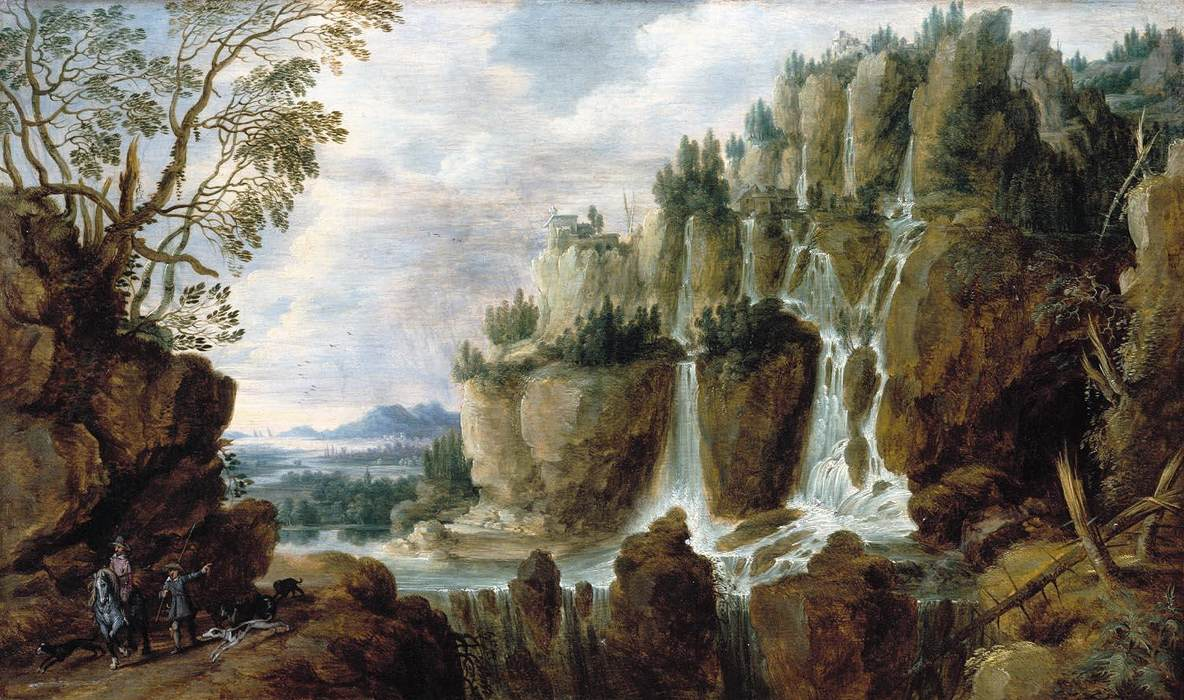
Альпийский пейзаж. Дерево, масло. Частное собрание